# Cosme da Silva Campos
Cosme da Silva Campos (Pedro Leopoldo, 17 februari 1946) is een voormalig Braziliaanse voetballer, beter bekend als Campos.

## Biografie
Campos begon zijn carrière bij Atlético Mineiro en werd al snel aan enkele clubs uitgeleend. In 1972 scoorde hij veertien keer in de Série A voor Nacional. In 1973 was hij de eerste Braziliaan die bij een dopingtest tegen de lamp liep en hij werd voor zes maanden geschorst. Daarna speelde hij nog tot 1976 voor Atlético Mineiro. Verder speelde hij nog voor vele, veelal kleinere, clubs. 
Met het nationale elftal nam hij in 1975 deel aan de Copa América en bereikte er de halve finale. 